# Veliko svetišče Sumijoši-taiša
Sumijoši-taiša (住吉大社), znano tudi kot Veliko svetišče Sumijoši, je šintoistično svetišče v okrožju Sumijoši-ku, Osaka, Japonska. Je glavno svetišče vseh svetišč Sumijoši na Japonskem. Je najstarejše svetišče, ki zajema Sumijoši sandžin (generično ime za tri šintoistične bogove), tri Sumijoši kami (božanstva, duhovi, pojavi ali "svete moči"), Sumijošijevo svetišče v Hakati.
Domačini ga imenujejo Sumijoši-san ali Sumijossan in slovi po velikih množicah, ki pridejo v svetišče na novoletni dan na hacumōde (prvi obisk budističnega templja ali šintoističnega svetišča v japonskem novem letu).
Sumijoši-taiša vsebuje Sumijoši sanjin (Sokocucu no Ono-mikoto, Nakacucu no Ono-mikoto in Uvatsucu no Ono-mikoto) (skupno znan kot "Sumijoši Ōkami") in Okinagataraši-hime no Mikoto (Cesarica Džingu).
Daje ime slogu arhitekture svetišč, znanemu kot Sumijoši-zukuri.

## Zgodovina
Svetišče je postalo predmet cesarskega pokroviteljstva v zgodnjem obdobju Heian. Leta 965 je cesar Murakami ukazal poslati cesarske glasnike, da poročajo o pomembnih dogodkih japonskemu varuhu. Ti heihaku so bili sprva predstavljeni 16 svetiščem, vključno s Sumijošijem.
Sumijoši je bil imenovan za glavno šintoistično svetišče (ičinomija) za nekdanjo provinco Setcu.
Od leta 1871 do 1946 je bil Sumijoši-taiša uradno označen kot eden od Kanpei-taiša (官幣大社), kar pomeni, da je bil na prvem mestu med svetišči, ki jih podpira vlada.
V dobi Nanbokučō je bilo svetišče začasna prestolna soba cesarja Go-Murakamija z južnega dvora. Ta okupacija je trajala približno desetletje in med tem obiskom je veljal za glavno mesto dvora. Po smrti cesarja Go-Murakamija v templju je bil na isti lokaciji ustoličen njegov sin cesar Čōkei.

### Sumijošikamiin cesarica Džingū
Sumijoši-taiša je ustanovil Tamomi no Sukune v devetem letu vladavine štirinajstega japonskega cesarja, cesarja Čuaija (leta 211). Sukune je bil član močne družine iz regije Gokišičidō (današnji Šičidō v Sakai (Osaka)). Po prihodu cesarice sopotnice Džingu Kōgō v regijo po invaziji na Korejo brez bitke je dala ime Ovari klanu. Istočasno mu je rekla, naj zapiše Sumijoši sandžin, kot so ji to naročili orakelj Amaterasu in trije Sumijoši kami. [6] Kasneje je bila tudi cesarica sama posvečena v Sumijošiju. Klan Cumori, katerega člani so od vladavine cesarja Odžina nasledili položaj glavnega duhovnika Sumijoši-taiša, so potomci sina Tamomi no Sukune, Cumori no Tojoada (ali Cumori no Tojonogodan).

### Drugikami
Sumijoši-taiša velja tudi za svetišče prednikov Hačimana, boga vojne, saj je bila v tem svetišču cesarica Džingu, mati cesarja Odžina, ki je bil pobožen kot Hačiman. Zato je svetišče varuh krvne linije Kavači klana Minamoto. Poleg tega je Hačiman bog vojne na kopnem, bogovi Sumijoši pa so bogovi vojne na morju. Kasneje je Sumijoši-taiša postal eden od treh kamijev vake.

### Diplomacija Jamato in Svilna cesta
To svetišče je povezano s starodavno kraljevino regije Jamato in je v glavnem ščitilo cesarske misije na Kitajskem. Klan Csumori je bil zadolžen tudi za upravljanje misijonskih ladij. Te misije so odšle iz Suminoe no Cu, pristanišča na reki Hosoegava, južno od svetišča. Suminoe no Cu velja za najstarejše mednarodno pristanišče na Japonskem in je bilo odprto v času vladavine cesarja Nintokuja (5. stoletje); to mesto je bilo tudi vstop na Svilno cesto na Japonsko.

### Kulturne reference
Čeprav je Sumijoši-taiša trenutno popolnoma brez izhoda na morje, so do obdobja Edo jahališča v svetiščih (zdaj park Sumijoši) gledala proti morju in so veljala za predstavnika čudovite pokrajine hakušaseišou (bel pesek in zeleni borovci). Tako zelo, da je ta vrsta kulise v oblikovanju in umetnosti znana kot oblikovanje Sumijoši.
V Zgodbi o Genjiju (Gendži Monogatari) Murasakija Šikibuja je svetišče uporabljeno kot pomembna faza v nekaterih poglavjih, ki se nanašajo na Gospo Akaši.
V ljudski pravljici Issun-bōši je stari par, ki ni imel otrok, molil pri Sumijoši-taiša. Njune molitve so bile uslišane. Ko je njun otrok odšel na potovanje, je izplul v pristanišču Sumijoši, odplul po Hosoe-gavi do zaliva Osaka, odplul po reki Jodo in vstopil v Kjoto.
- Taiko baši v Sumijoši-taiša
- Pravi vhod v Sumijoši-taiša
- Zadnji vhod v Sumijoši-taiša
- Drugo glavno svetišče Sumijoši-taiša
- Eden od Sumijoši-taiša kaku-tori

## Pomembne arhitekture

### Konstrukcijski slog
Honden (本殿, glavna dvorana) je zgrajen v slogu sumijoši-zukuri in je bil označen za nacionalni zaklad, ker je najstarejši primer tega sloga arhitekture.
Na strehi glavnega svetišča je okičigi (置千木), so viličasti strešni zaključki, kot tudi 5 kvadratnih kacuogi (堅魚木), tramov, postavljenih vodoravno po dolžini strehe.  Okoli svetišča ni hodnikov. Obdan je z ograjo tamagaki iz desk (玉垣), ki je dodatno obdana z ograjo ara-imi (荒忌垣).
Stebri so okrogli in stojijo na kamnitih temeljih. Deske med stebri so vodoravne. Območje, gledano od spredaj, je ladja, onkraj je notranje svetišče in druga soba.

### Sumijoši Tori
Eden od kamnitih torijev v svetišču, južno od hondena, je znan kot Kakutori (角鳥居). Nenavadno je v tem, da srednja palica ne sega izven navpičnih stebrov in imajo vsi kosi kvadratne robove. Ta vrsta torijev se imenuje sumijoši tori po svetišču.